# 430-talet f.Kr.

## Händelser
- Aten fortsätter att införliva andra städer i sitt imperium. År 439 f.Kr. erövras, efter nio månaders belägring, Samos, som blir tributskyldigt till Aten. Tre år senare anlägger atenarna också en koloni vid Amfipolis, vilket är mycket nära Korinth, som därför indirekt känner sig pressat av Aten. Korinth hamnar dock snart i en annan konflikt, då Epidamnos år 435 f.Kr. drabbas av inbördesstrider mellan oligarker och demokrater och Korinth tar parti för demokraterna. Året därpå lägger Aten handelsembargo på Megara, vilket stryper denna stads ekonomi. Därmed blir läget mycket spänt mellan Aten och Megaras allierade Sparta. Konflikten drivs år 433 f.Kr. ännu längre, då Aten allierar sig med Korkyra, som är Korinths fiende, och belägrar dess koloni Potidaia. Flera grekiska städer, som lider av atenarnas expansion, vädjar till Sparta om hjälp, vilket Sparta blir alltmer böjd att ge, då atenarna även intervenerar på Sicilien och på så vis hotar Spartas mattransporter från ön. Året därpå sammankallar Sparta därför till en konferens med olika stadsstater, där Aten anklagas för att ha brutit freden. Aten fortsätter dock sina aggressioner, i det att de fortsätter belägra Potidaia och dessutom anfalla dess allierade Makedonien. Då Korinth skickar en undsättningsstyrka mot Potidaia skickar atenarna fler trupper och besegrar korinthierna i slaget vid Potidaia. År 431 f.Kr. står det helt klart, att det håller på att bildas två tydliga sidor i den grekiska konflikten, då Aten allierar sig med Spartas fiender och anfaller deras förbundna. Då spartanerna aktivt börjar delta i striderna utbryter så det peloponnesiska kriget, som kommer att vara i nära tre decennier. Året därpå avbryts dock striderna tillfälligt, då en pestepidemi utbryter i Aten. Spartanerna vill då inte komma i närheten av staden, där över 30.000 liv skördas. Stadens store politiker Perikles insjuknar tillfälligt, men tillfrisknar.
- År 439 f.Kr. försöker den romerske plebejen Spurius Maelius köpa folkets stöd för att kunna göra sig till kung över Rom. Hans planer upptäcks dock och efter att han kallats till förhör, men vägrat inställa sig, blir han snart dödad och hans hus bränt till grunden.
- År 438 f.Kr. står Parthenontemplet på Atens Akropolis färdigt, efter en byggtid på nio år. Arkitekterna bakom bygget är Iktinos och Kallikrates, medan skulptören Fidias har färdigställt den stora staty av gudinnan Athena Parthenos, som finns inuti templet. Tre år senare färdigställs också en staty av guden Zeus (också skulpterad av Fidias) vid Elis. Den blir ett av den antika världens sju underverk.
- År 434 f.Kr. blir filosofen Anaxagoras förvisad från Aten, eftersom han anses ha brutit mot Atens grundläggande religiösa dogmer.
- År 431 f.Kr. framlägger Empedokles den så kallade humoralpatologin (det vill säga tanken att människokroppen innehåller fyra vätskor), som kommer att dominera medicinskt tänkande i årtusenden framåt.

## Födda
- 436 f.Kr.
  - Isokrates, grekisk retoriker, moralfilosof och talare.
  - Artaxerxes II, persisk kung.
- 432 f.Kr. – Dionysios d.ä., tyrann av Syrakusa.

## Avlidna
- 434 f.Kr. – Empedokles, grekisk filosof, poet och statsman.